# Неофит Бозвели
Нео̀фит Бо̀звели, наричан също Неофит Хиленда̀рец, е български духовник, един от водачите на националното просветно и църковно движение през Възраждането.

## Биография
Неофит Бозвели е роден през 1785 година в Котел. Замонашва се в Хилендарския манастир около 1810 година, след което започва да пътува като таксидиот. През 1813 година се намира в Свищов, където се установява и се заема с книжовна и учителска дейност. Посещава за кратко Сърбия и след това се установява в Търново. Там обикаля различни селища и манастири от епархията и с патриотичните си проповеди разбужда националното съзнание на българите. Това му спечелва славата на един от водачите в борбата срещу гръцкото духовенство.
През 1839 година българите от Търновската епархия правят опит да поставят Неофит Бозвели на мястото на дотогавашния гръцки митрополит, но заминалите за Цариград пратеници са подкупени от служителите на Цариградската патриаршия. За митрополит на Търново е назначен друг грък на име Неофит Византийски, а Бозвели е определен за негов протосингел. След пристигането на новия митрополит Бозвели отказва да изпълнява задълженията си и се оттегля в Лясковския манастир. Обвинен в неподчинение, през април 1841 година той е заточен в Света гора. Той остава там до август следващата година, като прекарва това време в Хилендарския и Зографския манастир и в манастира Дионисият. През това време активно си кореспондира с други църковни дейци като поп Андрей Робовски от Елена, лясковския архимандрит Максим и др., насърчавайки ги да не изоставят борбата, а да полагат усилия до крайния успех.
След заточението си той се установява в Цариград. Преценява, че градът предлага благоприятни условия за продължаване на борбата с Патриаршията, поради наличието на западни дипломати и реформаторските обещания на Високата порта. Дейността на Бозвели в столицата на Османската империя и критиката му към гръцкото духовенство довежда през 1845 година до второ негово заточение в Света гора – в Хилендарския манастир и във Великата Лавра.
Неофит Бозвели умира на 4 юни 1848 година в Света гора, което нанася тежък удар върху българското църковно-национално движение.

## Памет
На Неофит Бозвели са наречени улиците „Неофит Бозвели“ в квартал „Сухата река“ (Карта) и „Неофит Хилендарски“ в квартал „Симеоново“ (Карта) в София.